# National Hotel (Washington, D.C.)

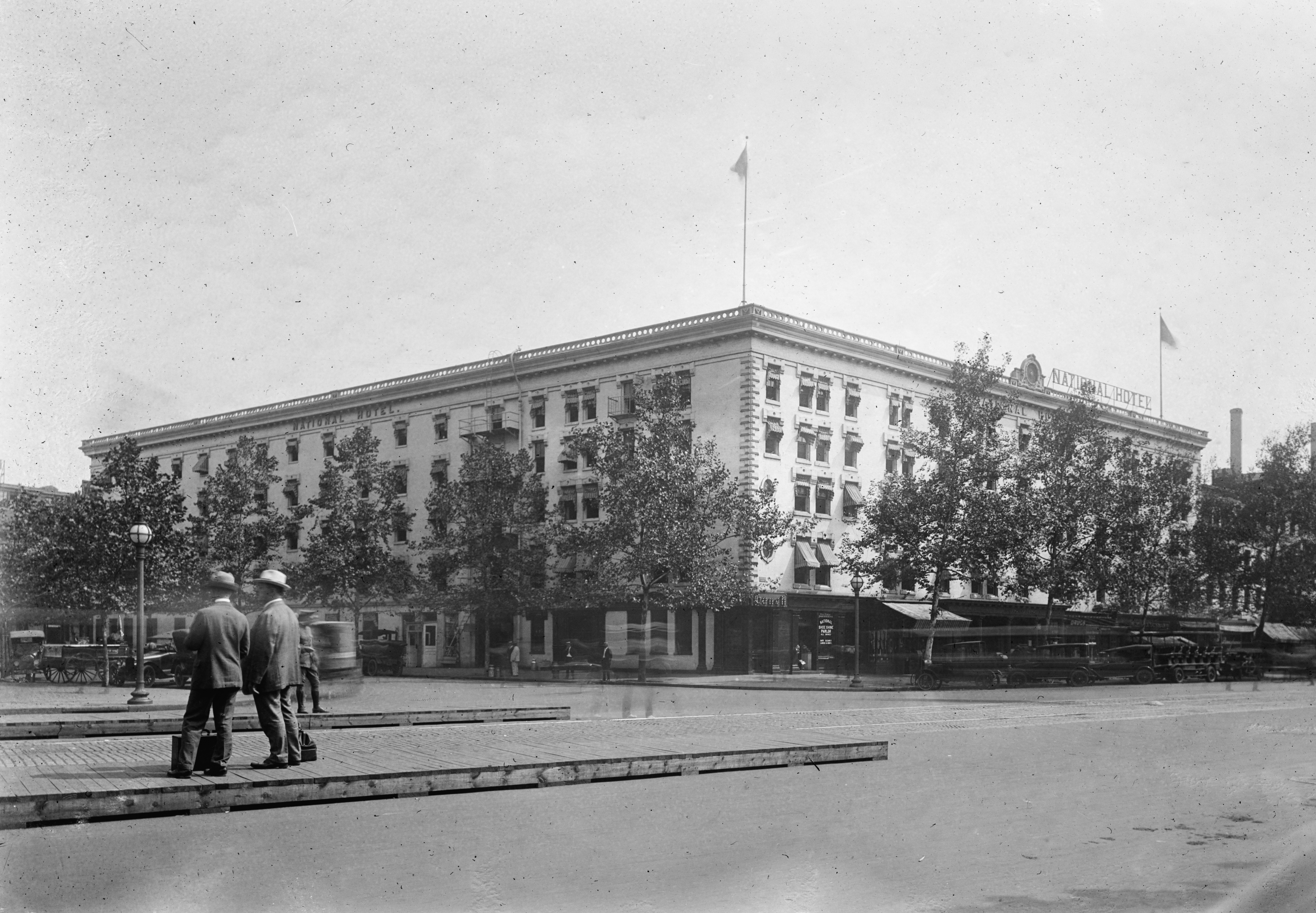
National Hotel, etwa zwischen 1909 und 1920

Das The National Hotel war ein Hotel in Washington, D.C. Es befand sich an der nordöstlichen Ecke der Kreuzung von Pennsylvania Avenue und 6th Street. John Gadsby (1766–1844) ließ es 1826 erbauen. 
Im Jahre 1857 brach hier eine mysteriöse Krankheit oder Vergiftung aus. Während des Sezessionskriegs trafen sich im Hotel Sympathisanten der Südstaaten. 1865 sollte hier im Rahmen der Lincoln-Verschwörung der Vize-Präsident Andrew Johnson ermordet werden. 
Im Jahre 1929 wurde das Hotel von der Stadt gekauft, 1942 wurde es abgerissen.